# 고베항 지진 메모리얼 파크

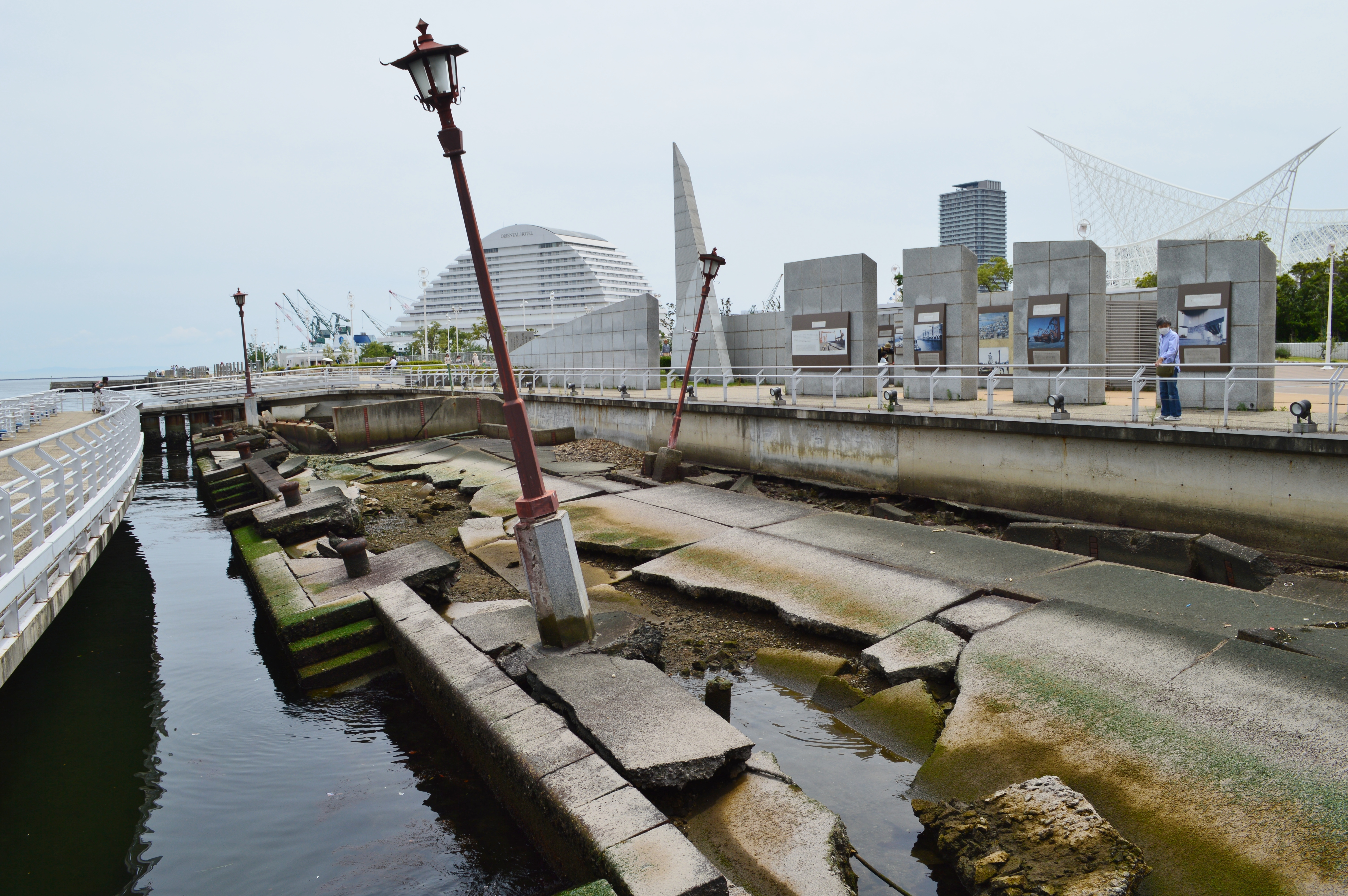
고베항 지진 메모리얼 파크

고베항 지진 메모리얼 파크(일본어: 神戸港震災メモリアルパーク)는 일본 효고현 고베시 주오구에 있는 공원이다. 고베 대지진을 기억하고자 조성되었다. 당시 지진으로 파손된 모습을 그대로 보여주고 있으며, 교육 자료로도 활용되고 있다. 메리켄 파크의 오픈된 공간으로 자리잡고 있다.

## 상세
고베항 지진 메모리얼 파크는 고베항의 메리켄 파크 한쪽에 위치해 있다. 1995년 1월 17일 한신·아와지 대지진 당시 메리 켄 파크도 큰 피해를 입었다. 복구 과정에서 대지진의 교훈, 항구의 중요성, 일본 국내외의 여러 사람들이 힘을 모아 부흥에 노력한 모습을 후세에 전한다는 목적으로, 메리켄 파크의 안벽 일대 (길이 약 60m)를 지진 당시의 모습 그대로 보존하였다. 근처에는 휴게소를 겸한 전시공간도 마련되어 있는데 이곳에서는 지진 당시의 기록 사진과 모형 등 피해상황을 알려주는 자료가 전시되어 있다. 또 당시 영상도 상영하는데 오전 9시부터 오후 10시 30분까지 운영된다.
고베항 지진 메모리얼 파크의 교통편은 다음과 같다.
- JR 서일본 도카이도 본선 / 한신 전기 철도 본선, 한신 고베 고속선 모토마치 역에서 남쪽으로 도보 12분
- 고베 시영 지하철 가이간 선 큐쿄류치다이마루마에 역에서 남쪽으로 도보 10분, 미나토모토마치 역에서 남동쪽으로 도보 12분

## 주변 시설
- 호텔 오쿠라
- 고베 해양 박물관
- 하마 바이패스
- 한신 고속도로 3호 고베 선
- 고베 수상경찰서
- 국도 제2호선